# SN 2009gh
SN 2009gh – supernowa typu II-P odkryta 17 czerwca 2009 roku w galaktyce M+12-18-02. W momencie odkrycia miała maksymalną jasność 16,60m.